# 윈도우 11 버전 역사
윈도우 11은 버전이 빠르게 올라가고 있다.

## 버전 표
| 21H2                                                                        | 빈칸          | 22000 | 2021년 10월 4일 | 2023년 10월 10일 | 2024년 10월 8일  |
| 22H2                                                                        | 2022 업데이트 | 22621 | 2022년 9월 21일 | 2024년 10월 14일 | 2025년 10월 14일 |
| 23H2                                                                        | 2023 업데이트 | 22631 | 2023년 11월 1일 | 2025년 11월 12일 | 2026년 11월 11일 |
| 24H2                                                                        | 2024 업데이트 | 26100 | 2024년 10월 2일 | 2026년 10월 13일 | 2027년 10월 12일 |
| 범례: 오래된 버전, 지원 종료 오래된버전, 지원 중 최신 버전 최신 프리뷰 버전 |               |       |                 |                  |                  |
| 노트: 1. 2. 3. 4.                                                           |               |       |                 |                  |                  |

## 버전 역사

### Dev
윈도우 11의 첫 번째 버전이며 개발자 프리뷰 버전이다. 첫 번째 버전은 아니어도 윈도우 11 인사이더 프리뷰도 이 버전에 해당한다. 아직 초기 버전이었기 때문에 작업표시줄, 시작 메뉴, 앱 아이콘, 윈도우 로고 이외에는 윈도우 10과 차이는 별로 없었다. 원래는 비공개 버전이지만 중국의 블로그 사이트인 바이두에서 공개가 되고 말았다.

### 21H2
윈도우 11의 첫 번째 공개버전이다. 2021년 10월 5일에 정식 출시되었다. 마이크로소프트 스토어의 아이콘과 모습, 설정, 파일 탐색기, 그림판 등 많은 프로그램들이 새롭게 바뀌었다.

### 22H2
윈도우 11의 두 번째 공개버전이다. 2022년 9월 21일에 정식 출시되었다. 작업관리자 디자인 전면 교체, 집중모드 추가, 블루투스 퀵 설정 추가, 설정의 기능 추가, 알림센터 방해금지 모드 끄기,켜기 위치가 알림센터의 상단바로 이동 등 디자인을 교체하거나 기능이 추가되었다. 21H2에 있던 버그들도 일부 해결되었다.

## 같이 보기
- 윈도우 10 버전 역사
- 엑스박스 시스템 소프트웨어